# Складений транзистор

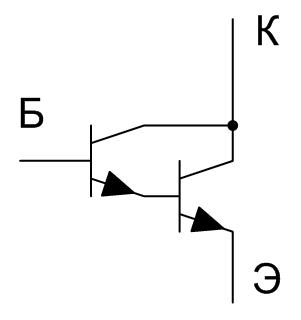
Умовне позначення складеного транзистора.

Скла́дений транзи́стор (транзистор Дарлінгтона) — об'єднання двох чи більше біполярних транзисторів  з метою збільшення коефіцієнта підсилення за струмом . Такий транзистор використовується у схемах, що працюють з великими струмами (наприклад, в схемах стабілізаторів напруги, вихідних каскадах підсилювачів потужності) і у вхідних каскадах підсилювачів, якщо необхідно забезпечити великий вхідний імпеданс.
Складений транзистор має три виводи (база, емітер і колектор), які еквівалентні виводам звичайного одиночного транзистора. Коефіцієнт підсилення за струмом типового складеного транзистора (іноді помилково званого «супербета») , у потужних транзисторів (наприклад у КТ825) β ≈ 1000 та у малопотужних транзисторів (типу КТ3102 і т п.) β ≈ 50000. Це означає, що невеликого струму бази достатньо для того, щоб складений транзистор відкрився.

## Схема Дарлінгтона

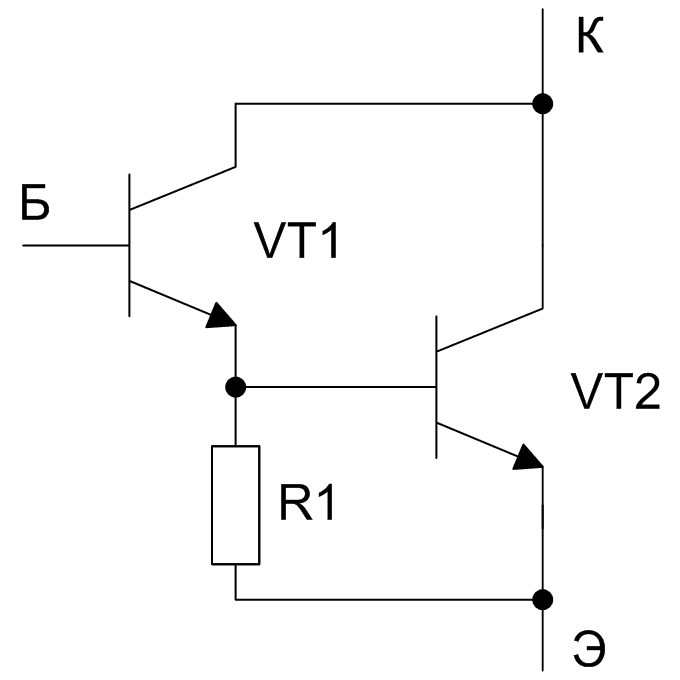
Принципова схема складеного транзистора Дарлінгтона.

Один з видів такого транзистора винайшов інженер-електрик Сідні Дарлінгтон (Sidney Дарлінгтон).
Складений транзистор є каскадним з'єднанням декількох транзисторів, включених таким чином, що навантаженням на емітері попереднього каскаду є перехід база-емітер транзистора наступного каскаду, тобто транзистори з'єднуються колекторами, а емітер вхідного транзистора з'єднується з базою вихідного. Крім того, у складі схеми для прискорення закривання може використовуватися резистивне навантаження першого транзистора. Таке з'єднання в цілому розглядають як один транзистор, коефіцієнт посилення по струму якого при роботі транзисторів в активному режимі приблизно дорівнює добутку коефіцієнтів посилення першого і другого транзисторів:
{\displaystyle \beta _{\mathrm {c} }=\beta _{1}\times \beta _{2}}
Покажемо, що складений транзистор дійсно має значно більший коефіцієнт β, ніж у його обох компонентів.
Задаючи прирощення dIб=dIб1, отримуємо:
dIэ1=(1+β1)dIб=dIб2;
dIк=dIк1+dIк2=β1dIб+β2((1+β1)dIб).
Розділивши dIк на dIб, знаходимо результуючий диференційний коефіцієнт передачі:
βΣ=β1+β2+β1β2
Оскільки завжди {\displaystyle \beta \gg 1}, можна вважати:
βΣ≈β1β2.
Слід підкреслити, що коефіцієнти {\displaystyle \beta _{1}} і {\displaystyle \beta _{2}} можуть розрізнятися навіть у разі однотипних транзисторів, оскільки струм емітера Iэ2 в 1+β2 разів більше струму емітера Iэ1 (це випливає з очевидної рівності Iб2=Iэ1) .

## Схема Шиклаї

Каскад Шиклаї, еквівалентна n-p-n транзистору

Схожою на схему Дарлінгтона є з'єднання транзисторів за схемою Шиклаї (Sziklai pair), що названа так на честь її винахідника Джорджа К. Шиклаї, також іноді званою комплементарним транзистором Дарлінгтона .
На відміну від схеми Дарлінгтона, що складається з двох транзисторів одного типу провідності, схема Шиклаї містить транзистори різної провідності (PNP і NPN).
Пара Шиклаї поводить себе як NPN-транзистор з великим коефіцієнтом підсилення. Вхідна напруга — це напруга між базою і емітером транзистора Q1, а напруга насичення дорівнює принаймні падінню напруги на діоді. Між базою і емітером транзистора Q2 рекомендується включати резистор невеликого опору. Така схема застосовується у потужних двотактних вихідних каскадах при використанні вихідних транзисторів однієї провідності.

## Каскодна схема
Складений транзистор, виконаний за так званою каскодною схемою, характеризується тим, що транзистор VT1 включений за схемою із загальним емітером, а транзистор VT2 — за схемою із загальною базою. Такий складений транзистор еквівалентний одиночному транзистору, включеному за схемою з загальним емітером, але при цьому він має набагато кращі частотні властивості й більшу неспотворену потужність в навантаженні, а також дозволяє значно зменшити ефект Міллера.

## Переваги і недоліки складених транзисторів
Високі значення коефіцієнта підсилення в складених транзисторах реалізуються тільки в статичному режимі, тому складені транзистори знайшли широке застосування у вхідних каскадах операційних підсилювачів. У схемах на високих частотах складені транзистори вже не мають таких переваг — гранична частота підсилення за струмом і швидкодія складених транзисторів менші від значення цих параметрів для кожного з транзисторів VT1 і VT2.
Переваги складеного транзистора:
- Високий коефіцієнт підсилення за струмом.
- Схема Дарлінгтона виготовляється у вигляді інтегральних схем і при однаковому струмі робоча поверхня кремнію менша, ніж у біполярних транзисторів. Такі схеми складають великий інтерес на високих напругах.

Недоліки складеного транзистора:
- Низька швидкодія, особливо переходу з відкритого стану в закритий. З цієї причини складені транзистори використовуються переважно в низькочастотних ключових і підсилювальних схемах, на високих частотах їх параметри гірші, ніж у одиночного транзистора.
- Пряме падіння напруги на переході база-емітер в схемі Дарлінгтона майже вдвічі більшим ніж в звичайному транзисторі, і становить для кремнієвих транзисторів близько 1,2 — 1,4 В (не може бути меншим за подвоєне падіння напруги на p-n переході).
- Велика напруга насичення колектор-емітер, для кремнієвого транзистора складає близько 0,9 В (у порівнянні з 0,2 В у звичайних транзисторів) для малопотужних транзисторів і близько 2 В для транзисторів великої потужності (не може бути менше суми падіння напруги на p-n переході і падіння напруги на насиченому вхідному транзисторі).

Використання навантажувального резистора R1 дозволяє поліпшити деякі характеристики складеного транзистора. Величина резистора вибирається з таким розрахунком, щоб струм колектор-емітер транзистора VT1 в закритому стані створював на резисторі падіння напруги, недостатнє для відкриття транзистора VT2. Таким чином, струм витоку транзистора VT1 не посилюється транзистором VT2, тим самим зменшується загальний струм колектор-емітер складеного транзистора в закритому стані. Крім того, застосування резистора R1 сприяє збільшенню швидкодії складеного транзистора за рахунок форсування закриття транзистора VT2. Зазвичай опір R1 становить сотні Ом в потужному транзисторі Дарлінгтона і кілька кОм в малосигнальному транзисторі Дарлінгтона. Прикладом схеми з емітерним резистором служить потужний npn - транзистор Дарлінгтона типу 2N6282, його коефіцієнт підсилення за струмом дорівнює 4000 (типове значення) для колекторного струму, рівного 10 А.